# Schoenolirion croceum
Schoenolirion croceum är en sparrisväxtart som först beskrevs av André Michaux, och fick sitt nu gällande namn av Alphonso Wood. Schoenolirion croceum ingår i släktet Schoenolirion och familjen sparrisväxter. Inga underarter finns listade i Catalogue of Life.

## Bildgalleri

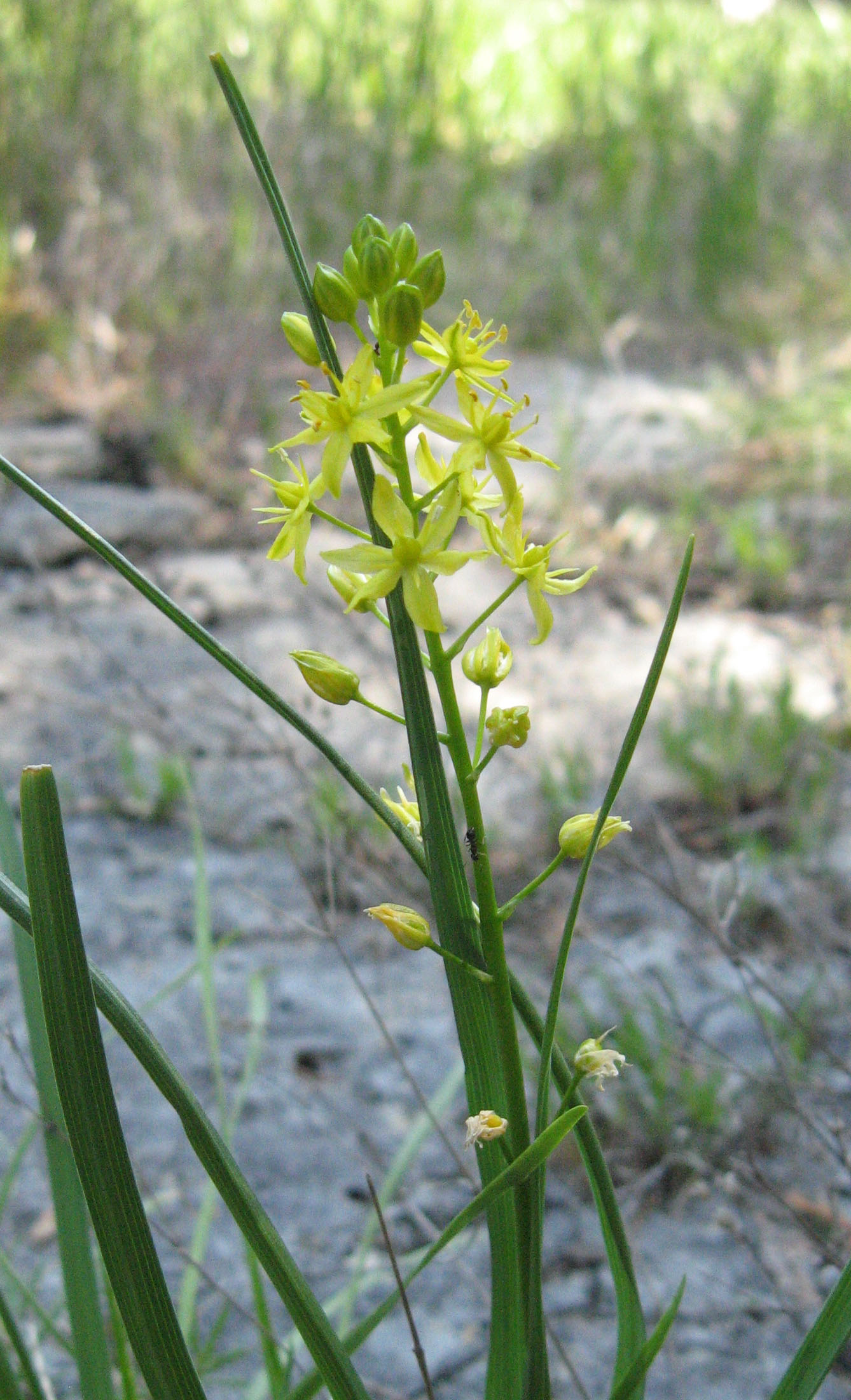